# Championnat du monde d'échecs 2006
Vainqueur
Précédent Suivant
Le championnat du monde FIDE 2006 s'est déroulé à Elista en Russie, du 23 septembre au 13 octobre 2006.
Il oppose Vladimir Kramnik, champion du monde dit « classique » (héritier de la défunte Professional Chess Association), à Veselin Topalov, champion du monde FIDE. Ce match est particulièrement important, car il est la première occasion depuis 1993 et le match entre Garry Kasparov et Nigel Short, d'unifier le titre de champion du monde d'échecs. 
La rencontre est tendue et marquée par plusieurs manœuvres contestées par le camp Topalov qui reproche à Kramnik de se rendre trop souvent aux toilettes jouxtant la salle de repos durant les parties ; soit soupçon de consultation d'un logiciel d'échecs. La tension culmine à la 5e partie que Kramnik refuse de jouer et qui est donc gagnée par forfait par Topalov. 
Au bout des 12 parties à cadence lente, le score est de 6-6. Lors du départage en parties rapides de 25 minutes (10 secondes par coup) par joueur, le 13 octobre 2006, Vladimir Kramnik l'emporte par 2,5-1,5.

## Résultats
Les couleurs sont déterminées par tirage au sort lors de l'ouverture de la cérémonie le 21 septembre 2006. Elles sont inversées entre les parties 6 et 7. Elles sont de nouveau tirées au sort pour la première partie rapide.    

### Parties régulières
| Partie    | Date         | Blancs  | Noirs   | Résultat                  | Score                  |
| --------- | ------------ | ------- | ------- | ------------------------- | ---------------------- |
| Partie 1  | 23 septembre | Kramnik | Topalov | Kramnik gagne             | Kramnik mène 1 – 0     |
| Partie 2  | 24 septembre | Topalov | Kramnik | Kramnik gagne             | Kramnik mène 2 – 0     |
| Partie 3  | 26 septembre | Kramnik | Topalov | Nulle                     | Kramnik mène 2,5 – 0,5 |
| Partie 4  | 27 septembre | Topalov | Kramnik | Nulle                     | Kramnik mène 3 – 1     |
| Partie 5  | 29 septembre | Kramnik | Topalov | Topalov gagne par forfait | Kramnik mène 3 – 2     |
| Partie 6  | 2 octobre    | Topalov | Kramnik | Nulle                     | Kramnik mène 3,5 – 2,5 |
| Partie 7  | 4 octobre    | Topalov | Kramnik | Nulle                     | Kramnik mène 4 – 3     |
| Partie 8  | 5 octobre    | Kramnik | Topalov | Topalov gagne             | Égalité 4 – 4          |
| Partie 9  | 7 octobre    | Topalov | Kramnik | Topalov gagne             | Topalov mène 5 – 4     |
| Partie 10 | 8 octobre    | Kramnik | Topalov | Kramnik gagne             | Égalité 5 – 5          |
| Partie 11 | 10 octobre   | Topalov | Kramnik | Nulle                     | Égalité 5,5 - 5,5      |
| Partie 12 | 12 octobre   | Kramnik | Topalov | Nulle                     | Égalité 6 - 6          |

### Parties rapides (13 octobre)
| Partie    | Blancs  | Noirs   | Résultat      | Score                                |
| --------- | ------- | ------- | ------------- | ------------------------------------ |
| Partie 13 | Topalov | Kramnik | Nul           | Égalité ½ – ½                        |
| Partie 14 | Kramnik | Topalov | Kramnik gagne | Kramnik mène 1,5 – 0,5               |
| Partie 15 | Topalov | Kramnik | Topalov gagne | Égalité 1,5 – 1,5                    |
| Partie 16 | Kramnik | Topalov | Kramnik gagne | Kramnik gagne le départage 2,5 – 1,5 |